# Spurius Mummius
Spurius Mummius est un militaire et écrivain romain du IIe siècle av. J.-C. .

## Biographie
Il fut légat de son frère Lucius Mummius Achaicus à Corinthe en 146 av. J.-C. et en 145 av. J.-C.. Au cours de cette campagne militaire, il écrivit des lettres humoristiques à ses amis, que son petit-fils montra à Cicéron. 
Politiquement, il était de la tendance des optimates. Cicéron le crédite d'un certain talent oratoire, acquis auprès des stoïciens. Ami intime de Scipion Émilien, il figure avec celui-ci dans les dialogues du De Republica de Cicéron.